# Armin Jans

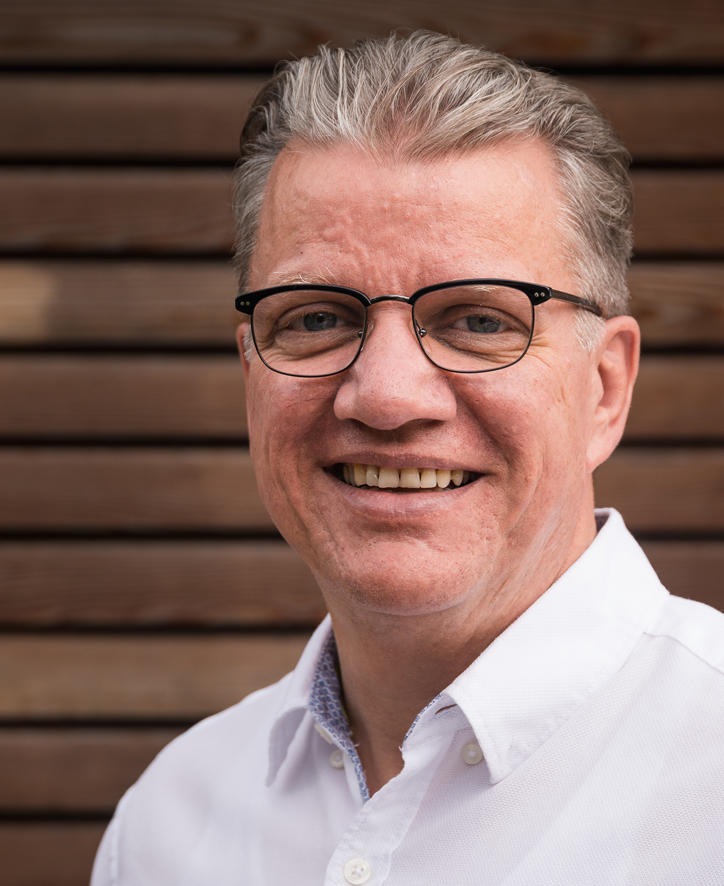
Armin Jans, 2018

Armin Jans  (* 8. November 1965 in Stuttgart) ist ein deutscher evangelischer Theologe, Komponist, Musiker, Buchautor und Leiter der Studien- und Lebensgemeinschaft der Liebenzeller Mission in Bad Liebenzell.

## Leben und Wirken
Jans ist in Ludwigsburg aufgewachsen. Nach dem Abitur begann er 1985 ein Studium am Theologischen Seminar der Liebenzeller Mission und war von 1990 bis 1999 Jugendreferent im EC-Jugendverband des Süddeutschen Gemeinschaftsverbandes (SV/EC). Von 1999 bis 2011 war er der Leiter der Öffentlichkeitsarbeit der Liebenzeller Mission und absolvierte berufsbegleitend eine Ausbildung zum PR-Berater. Von 2012 bis 2021 hatte er die Leitung der Christlichen Gästehäuser Monbachtal inne, wo er als Hausreferent tätig war. Seither leitet er die Studien- und Lebensgemeinschaft (SLG) der Liebenzeller Mission in Bad Liebenzell.
Während seiner Zeit als Jugendreferent und Kindermissionar war er als Liedermacher tätig. Mit seinen Musiker-Freunden Ingmar Löffler und Benjamin Nagy und einem Auswahlchor der EC-Kinderfreizeiten unter der Leitung von Heike Büttel produzierte er 1999 die CD Gefährliche Mission und die Benefiz-CD Wo in aller Welt gibts sowas?, die Lieder aus neun Ländern enthält und ein Aidswaisen-Projekt in Afrika unterstützt. Er ist Mitglied der Missionsberggemeinde in Bad Liebenzell und dort bei Predigten in Gottesdiensten zu hören. Als Gitarrist leitete er viele Jahre die Lobpreis-Combo der monatlichen, durch Hanspeter Wolfsberger initiierten Abendgottesdienste.
Im Jahr 2009 war Jans mit dem missionarischen Projekt Kreuz gewinnt für den Förderpreis der Arbeitsgemeinschaft Missionarische Dienste nominiert. Er ist Mitinitiator von Männer-Aktions-Veranstaltungen, Mitglied des Christival e. V. und ein gefragter Redner und Verkündiger bei vielen Konferenzen und Gottesdiensten und Referent bei Freizeiten. Er zählt seit 2003 zu den hauptverantwortlichen Mitarbeitern des 1996 gegründeten Arbeitskreises des Spring-Festivals und löste dort 2018 den Gründungs-Vorsitzenden Hartmut Steeb ab. Als Dozent bei der Schule für Christliche Naturheilkunde schult er die Themen „geistliches Leben“ und „Seelsorge“.
Jans wurde als Kandidat der CDU bei der Kommunalwahl 2014 in den Gemeinderat der Stadt Bad Liebenzell gewählt. Von 2014 bis 2019 war er Erster Stellvertreter des Bürgermeisters und Mitglied des Verwaltungs- und Finanzausschusses. Nach der Wiederwahl im Jahr 2019 wurde er Zweiter Stellvertreter des Bürgermeisters und Mitglied des Schul-, Kultur- und Sozialausschuss sowie des Verwaltungs- und Finanzausschusses.

## Privates
Armin Jans ist verheiratet mit Annette. Das Paar hat drei Kinder und wohnt in Bad Liebenzell.

## Veröffentlichungen
- als Komponist und Interpret: Gefährliche Mission: Paulus in Philippi; ein Musical für die ganze Familie, (CD mit Beiheft) SCM-Verlag, Holzgerlingen 2000, DNB, EAN 4010276010425.
- als Interpret: Voll genial! Hits für geniale Kids, (CD mit Beiheft) SCM-Verlag, Holzgerlingen 2003, DNB, ISBN 978-3-20-998860-7.
- Wo in aller Welt gibts sowas? Internationale Kids Hits, (CD inkl. Playbacks u. Noten), SCM-Verlag, Holzgerlingen 2004, EAN 4010276014461.
- Wo in aller Welt gibts sowas? Spannende Familienandachten rund um den Globus, SCM-Verlag, Holzgerlingen 2006, ISBN 978-3-7751-3504-7.
- M wie Männer, cap-books, Haiterbach-Beihingen 2015, ISBN 978-3-86773-237-6.
- Tief:Denker. 144 Impulse für glaub:würdige Menschen, cap-books, Haiterbach-Beihingen 2017, ISBN 978-3-86773-289-5.
- Worte voller Leben. Zeitlose Weisheiten für das Hier und Jetzt, adeo Verlag, Wetzlar 2025, ISBN 978-3-86334-399-6.